# .dk
‎.dk‏ دامنه اینترنتی کشور دانمارک است.